# Lehtosaari (ö i Norra Österbotten, Koillismaa, lat 65,77, long 29,34)
Lehtosaari är en ö i Finland. Den ligger i sjön Soivionjärvi och i kommunen Kuusamo i den ekonomiska regionen  Koillismaa ekonomiska region  och landskapet Norra Österbotten, i den nordöstra delen av landet, 700 km norr om huvudstaden Helsingfors. Öns area är 13,8 hektar och dess största längd är 0,7 kilometer i öst-västlig riktning.